# 찐롱바오응
찐롱바오응(베트남어: Chính Long Bảo Ứng / 政隆寶應 정륭보응 / 1163년 1월 ~ 1174년 2월)은 베트남 리 왕조(李朝) 영종(英宗) 리티엔또(李天祚)의 세번째 연호이다.

## 개원
- 다이딘(大定) 24년(1163년) 1월에 연호를 찐롱바오응(政隆寶應)으로 개원함.[1][2][3]

- 찐롱바오응(政隆寶應) 12년(1174년) 2월에 연호를 티엔깜찌바오(天感至寶)로 개원함.[1][2][4]

## 연대 대조표
| 찐롱바오응 | 원년       | 2년        | 3년        | 4년        | 5년        | 6년        | 7년        | 8년        | 9년        | 10년       |
| 서기(西紀) | 1163년     | 1164년     | 1165년     | 1166년     | 1167년     | 1168년     | 1169년     | 1170년     | 1171년     | 1172년     |
| 간지(干支) | 계미(癸未) | 갑신(甲申) | 을유(乙酉) | 병술(丙戌) | 정해(丁亥) | 무자(戊子) | 기축(己丑) | 경인(庚寅) | 신묘(辛卯) | 임진(壬辰) |
| 찐롱바오응 | 11년       | 12년       |            |            |            |            |            |            |            |            |
| 서기(西紀) | 1173년     | 1174년     |            |            |            |            |            |            |            |            |
| 간지(干支) | 계사(癸巳) | 갑오(甲午) |            |            |            |            |            |            |            |            |

## 동시대 연호

### 중국
남송(南宋)
- 융흥(隆興) (1163년 ~ 1164년)
- 건도(乾道) (1165년 ~ 1173년)
- 순희(淳熙) (1174년 ~ 1189년)

금(金)
- 대정(大定) (1161년 ~ 1189년)

서하(西夏)
- 천성(天盛) (1149년 ~ 1169년)
- 건우(乾祐) (1170년 ~ 1193년)

대리국(大理國)
- 성명(盛明) (1162년 ~ 1163년)
- 건덕(建德) (1164년 ~ 1171년)
- 이정(利貞) (1172년 ~ 1175년)

서요(西遼)
- 소흥(紹興) (1151년 ~ 1163년)
- 숭복(崇福) (1164년  ~ 1177년)

### 일본
- 오호(応保) (1161년 ~ 1163년)
- 조칸(長寛) (1163년 ~ 1165년)
- 에이만(永万) (1165년 ~ 1166년)
- 닌난(仁安) (1166년 ~ 1169년)
- 가오(嘉応) (1169년 ~ 1171년)
- 조안(承安) (1171년 ~ 1175년)